# Accordo Sikorski-Majskij
L'accordo Sikorski-Mayski era un trattato tra l'Unione Sovietica e la Polonia, firmato a Londra il 30 luglio 1941. Il suo nome deriva dai suoi due più importanti firmatari: il primo ministro polacco Władysław Sikorski e l'ambasciatore sovietico nel Regno Unito Ivan Mayski.

## Contesto storico
Dopo aver firmato il patto Molotov-Ribbentrop nel 1939, l'Unione Sovietica invase la Polonia e partecipò al suo smembramento. Le autorità sovietiche dichiararono la Polonia inesistente, e tutti gli ex cittadini polacchi delle aree annesse all'URSS furono trattati come cittadini sovietici. Questo portò all'arresto e alla detenzione di circa 2 milioni di cittadini polacchi (tra cui 250 000 prigionieri di guerra e 1 500 000 deportati) da parte dello NKVD e delle altre autorità sovietiche.

## L'accordo
A seguito dell'invasione tedesca del 1941, la situazione internazionale dell'Unione Sovietica mutò e il dittatore sovietico Iosif Stalin cercò l'aiuto tra gli altri paesi che si opponevano alla Germania. Fortemente incoraggiato dal ministro degli Esteri britannico Anthony Eden, Sikorski, il 5 luglio 1941, aprì i negoziati con l'ambasciatore sovietico a Londra, Ivan Mayski, per ripristinare le relazioni diplomatiche tra la Polonia e l'Unione Sovietica. Sikorski fu l'artefice dell'accordo raggiunto dai due governi, firmato il 30 luglio 1941. Un'ulteriore alleanza militare fu firmata a Mosca il 14 agosto 1941. Più tardi nello stesso anno, Sikorski si recò a Mosca in missione diplomatica con il futuro ambasciatore polacco a Mosca, Stanisław Kot, e il capo della missione militare polacca in Unione Sovietica, il generale Zygmunt Bohusz-Szyszko.
Stalin accettò di dichiarare nulli tutti i precedenti patti firmati con la Germania nazista, invalidando la divisione sovietico-tedesca della Polonia stabilita nel settembre 1939 e liberando decine di migliaia di prigionieri di guerra polacchi detenuti nei campi sovietici. In seguito a un accordo tra il governo polacco in esilio e Stalin, il 12 agosto 1941 i sovietici accordarono l'amnistia a molti cittadini polacchi, dai quali si formò un esercito di 40.000 uomini (noto come il II Corpo polacco) sotto il generale Władysław Anders. La posizione di altre migliaia di ufficiali polacchi resterà però sconosciuta per altri due anni.